# SAKI
SAKI（サキ、1988年2月12日 - ）は、日本の女性プロレスラー。本名：渡邊 沙紀（わたなべ さき）。千葉県木更津市出身。血液型A型。

## 所属
- LLPW-X（2011年 - 2016年）
- フリーランス（2016年 - 2017年）
- Actwres girl'Z（2017年 - 2021年）
- COLOR'S（2022年 - ）

## 経歴・戦歴
2011年
- 秋に井上貴子がプロデュースするアイドルレスラープロジェクト「VoLume II」の2期生オーディションを受け、応募70通弱の中で募集要項の上限年齢だった23歳で合格[1]。同じく合格したMIZUKI(現:瑞希)とともに「ブリバト♡」（ブリリアントバトルガールズの略）として活動することとなる。

2012年
- 前年の秋から一緒に練習してきた8名の1期生が脱落。残った同期のMIZUKIとともにデビューに向けトレーニングを続ける。12月29日、LLPW-X赤坂BLITZ大会でMIZUKIとともにデビュー。貴子は当初、SAKIvsMIZUKIのシングルマッチを考えていたが、社長神取忍の提案により、神取&貴子組vsブリバトでのデビュー戦となった。試合は4分37秒、貴子のツームストン・パイルドライバーでMIZUKIが敗戦[2]。またプロレスと同時にCDデビューし、秋葉原で週1回の定期LIVEを行うなど、ライブアイドルとしても活動。

2013年
- 4月13日、「石岡女子プロレスフェスティバル」にてMIZUKIと初シングル。ボディスラムからの逆エビ固めで初勝利[3]。8月31日にはブリバトとして我闘雲舞に初参戦。以降、定期参戦するなど、練習ではさくらえみから指導を受けるようになる。

2015年
- 本格的にウエイトトレーニングを開始し、パワーファイターとして頭角を現し始める。SAKIがパワーファイター路線に突き進んだ事で、軽量級でスピードタイプのMIZUKIとの色分けが明確化され、結果的に「ブリバト♡」がタッグチームとして急成長する、きっかけとなった。

2016年
- 1月9日、アイスリボン横浜ラジアントホール大会にて「ベストフレンズ」（藤本つかさ＆中島安里紗）が保持するインターナショナル・リボンタッグ王座で、「ブリバト♡」結成4年目でタッグタイトル初挑戦。17分22秒、藤本のビーナスシュートでSAKIが敗れ、初タイトルならず。
- 3月24日、我闘雲舞新木場1stRING大会にて新たに創設されたアジアドリームタッグ王座を賭け、ブリバトvsさくらえみ＆マサ高梨戦が行われる。25分23秒、アクアマリンでMIZUKIがさくらから勝利し、アジアドリームタッグ初代王者となった[4]。
- 11月28日、11月末をもってMIZUKIと共にLLPW-Xを退団することが発表される[5]。2016年下半期より試合数が減っており[6]、所属としては10月9日の川口ストリートジャズフェスティバルでのイベントプロレス（vsアイガー）が最後の試合となった。
- 12月14日、名称を本名の沙紀にする[7]。

2017年
- 1月8日、プロレスリングWAVE新宿FACE大会のバトルロイヤルにシークレット選手として登場。およそ3ヶ月ぶりの試合となる。以降もWAVEに参戦。
- 2月25日市ヶ谷チョコレート広場大会、さくらえみ＆「ことり」戦（パートナーは帯広さやか）で我闘雲舞に再登場。
- 4月19日から6月4日まで Catch the WAVE 2017 に参加、2勝4敗1分の成績を残す（2勝は、優勝した山下りなと、宮城もちから）。
- 6月5日、我闘雲舞・板橋大会で瑞希（MIZUKI改め）と1年ぶりのタッグ結成[8]。6月25日、花鳥風月・東京タワースタジオ大会では桐原季子のデビュー戦の相手を務める[9]。
- 12月24日よりアクトレスガールズ所属となる。移籍まもなくは前座で新人選手の教育係といったポジションだったが、2月25日新木場大会で安納サオリとタッグマッチで激突。感情的につっかかった。

2018年
- 9月25日に開幕するBeginning初の王者決定戦、アクトレスガールズシングルチャンピオン決定トーナメントに出場[10]。1回戦で青野未来をぶつかり合いの末撃破[11]。10月9日に行われた2回戦ではナガタロックで有田ひめかに勝利[12]。11月15日、後楽園ホールで行われた決勝戦では惜しくも安納サオリに敗れた[13]。

2019年
- 1月20日、Color’s旗揚げ戦では瑞希と久々にタッグを結成[14]。茉莉&清水ひかり組に勝利。Color’s旗揚げのため道場のない若手のため、1週間リングを借り練習させていたことを告白した。同年3月に再びSAKIへと改名。

2021年
- 12月31日、アクトレスガールズのプロレス活動終了およびBeginning、Color’s解散に伴い、アクトレスガールズを卒業。プロレスラーとしての活動は継続する。2022年2月12日にSAKI、清水ひかり、網倉理奈、櫻井裕子の4名で新生COLOR'Sとして旗揚げ[15]。旗揚げ戦では清水ひかりと組み、堀田祐美子、川畑梨瑚のT-HEARTS組と戦い川畑から勝利を得た[16]。

2022年
- 4月15日『後楽園ホール60周年還暦祭』に野崎渚、彩羽匠と組みメインイベント6人タッグマッチで出場[17]。
- 7月30日、同日からのSTARDOM 5★STAR GP 2022に参戦。
- 8月13日、プロレスリングWAVE新宿FACE大会で、清水ひかりとタッグ（galaxyPunch！）を組んで、宮崎有妃&ハイビスカスみぃ（ブリーフシスターズ）が持つWAVE認定タッグ王座に挑戦し、これを破り2度目の戴冠[18]。
- 10月1日、STARDOM 5★STAR GP 2022のリーグ戦全試合を完走。5勝8敗の勝ち点10でグランプリを終えた[19]。

2023年
- 5月4日、プロレスリング・ノア両国国技館大会に出場。雪妃真矢とタッグを組み、夏すみれ&水波綾組と対戦する。

## 得意技
カワイルドバスター
変形ブレーンバスター。相手の首にかけた左手で相手の右腕をクラッチして投げる。
リバーススプラッシュ
ブルズ・アンヘリート
カンパーナ
ダイヤル固め
パワー「ズ」ラム
テキサスクローバーホールド
チョロイルド
ランニングブレーンバスター
カワイルドニードロップ

## テーマ曲
- HEART GOES ON / 池田彩&工藤真由（旧）
- 「奇跡の扉」 - MIZUKIとのタッグ「ブリバト♡」時に使用。（旧）
- Don't Give Up! / 布袋寅泰（旧）
- WILD CHALLENGER / JINDOU（旧）
- KING OF THE WILD / 湘南乃風（現）

## タイトル歴
COLOR'S
- 第2代、第4代、第9代COLOR'S王座

Actwres girl'Z
- 第4代AWGシングル王座

我闘雲舞
- 初代、第5代、第7代アジアドリームタッグ王座（パートナーはMIZUKI→水森由菜）

プロレスリングWAVE
- 第26代、第30代、第32代、第34代WAVE認定タッグ王座（パートナーは第26代、第30代が清水ひかり、第32代、第34代が世羅りさ）

アイスリボン
- 第55代インターナショナルリボンタッグ王座（パートナーは清水ひかり）

スパーク女子プロレス
- 初代スパーク女子アトランティック王座

DDTプロレスリング
- アイアンマンヘビーメタル級王座（第1607代）

PURE-J女子プロレス
- PURE-J認定無差別級王座（第16代）

## 人物
- 「ブリバト♡」で共に活動していたMIZUKIは同期だが、年齢は7つ離れている（SAKIは23歳、MIZUKIは16歳でLLPW-X入門）。
- 憧れの選手は、師匠でもある井上貴子。
- 大日本プロレスの岡林裕二、WRESTLE-1の征矢学、新日本プロレスの矢野通のファン。2015年には征矢がメンバー募集した「new Wild order」のオーディションにも参加したが、落選してしまった。
- 好きなアイドルは、ハロー!プロジェクトの℃-ute。
- 趣味は、大日本プロレス観戦と飲み歩き（かなりのアルコール好きである）。
- 2016年3月にはテキーラ・マエストロの資格を取得。
- 力士 朝乃山を推している（Twitterアカウント名の由来※SAKIのやま）